# Iwan Petrowitsch Prokofjew
Iwan Petrowitsch Prokofjew (russisch Иван Петрович Прокофьев; * 7. Januarjul. / 19. Januar 1877greg. in Rjasan; † 23. September 1958 in Moskau) war ein russisch-sowjetischer Verkehrsingenieur, Brücken-Bauingenieur und Hochschullehrer.

## Leben
Prokofjews Vater leitete eine kleine Eisenbahnstation der Rjasan-Koslow-Eisenbahn. Die Mutter stammte aus einer Kaufmannsfamilie. 1881 wurde der Vater zur Eisenbahnverwaltung in Koslow versetzt, wo es kein Gymnasium gab und die Lehrer zu den Kindern nach Hause kamen. Nach dem Tod des Vaters 1888 zog die Mutter mit ihren vier Kindern zu ihren Brüdern in Moskau.
Nach dem Schulabschluss am klassischen Gymnasium begann Prokofjew das Studium an der neuen Moskauer Ingenieurschule des Amtes für Verkehr, die später das Moskauer Institut für Ingenieure des Transportwesens (MIIT) wurde. Sein wichtigster Lehrer war Lawr Proskurjakow, der ihn nach dem dreijährigen Theorie-Kurs für den Bau der Brücke über den Amudarja beim Bahnhof Tschardschou der Transkaspischen Eisenbahn empfahl. Prokofjew war dann an der Montage der 27 Felder und der Anschlussdämme der Brücke direkt beteiligt, die im Mai 1901 für den Verkehr freigegeben wurde. Nach der erfolgreichen Verteidigung seines Berichts über die Brückenbaupraxis als Diplomarbeit schloss er im selben Jahr das Studium als Bauingenieur ab.
Prokofjew arbeitete nun als selbständiger Ingenieur. Er projektierte 1903 für den Kleinen Moskauer Eisenbahnring eine Brücke mit 12 Saschen (25,6 m) Spannweite, die genehmigt wurde und als Standard für alle geeigneten Abschnitte des Eisenbahnrings diente. Im selben Jahr wurde er für den Bau der Brücken über die Wjatka, die Wetluga und die Neja der Wologda-Wjatka-Eisenbahn eingesetzt. Bei der großen Fachwerkbrücke (5 × 128 m) über die Wjatka wurde erstmals im russischen Brückenbau das Fachwerk vor Ort montiert und genietet.
1906 kehrte Prokofjew nach Moskau zurück und trat in den Dienst der Moskau-Kasaner Eisenbahn. Er projektierte gewölbte Metallüberdachungen großer Spannweite für die Eisenbahn-Werkhallen im Moskauer Vorort Perow, Dreifeld-Metallrahmenkonstruktionen in Murom, Bahnsteig-Überdachungen im Kasaner Bahnhof in Moskau, die Eisenbahnbrücke über die Kasanka und Standardstützwände variabler Höhe.
Neben der Bautätigkeit lehrte Prokofjew ab 1906 an der Moskauer Technischen Schule bis 1918 nach der Oktoberrevolution. Er nahm am VIII. Internationalen Eisenbahnkongress in Bern 1910 teil und lernte die Brückenbauindustrie in England, Frankreich, Belgien, Deutschland und der Schweiz kennen. In Brüssel sah er neuartige Konstruktionen mit legiertem Stahl, den er darauf für den russischen Brückenbau vorschlug. 1911 veröffentlichte er sein erstes Werk über Eisenbrücken, das fünf Neuauflagen erlebte. Im September 1913 wurde er in einem Auswahlverfahren mit 6 Kandidaten in geheimer Abstimmung zum Adjunkt-Professor des Lehrstuhls für Baumechanik des Moskauer Landwirtschaftsinstituts gewählt, wo er ein Laboratorium für Werkstoffprüfung einrichtete und eine Ingenieur-Fakultät gründete. Auf Bitte Proskurjakows hielt er ab 1915 Vorlesungen am MIIT, an dem er 1918 Professor wurde.
Nach der Oktoberrevolution arbeitete Prokofjew im Volkskommissariat für Verkehrswesen (NKPS) in der Kommission für den Wiederaufbau der im Bürgerkrieg gesprengten Brücken mit. Er wurde Mitglied des Wissenschaft-Technik-Rats des NKPS und dessen Brückenkommission, in deren Auftrag er als Berater zu den im Bau befindlichen wichtigen Brücken über die Wolga, den Donez, die Kama und die Belaja fuhr. 1925 projektierte er eine Metallbrücke mit 108 m Spannweite für zwei Eisenbahnstrecken über den Donez und 1927 als sein letztes Projekt ein Standard-Brückenfeld für Brücken mit 158 m Spannweite, denn 1939 wurde die spezielle Projektierungsverwaltung Mostransprojekt beim NKPS gegründet, und Einzelprojektaufträge an Spezialisten waren verboten.
Prokofjew war 1920 an die Schukowski-Akademie der Luftstreitkräfte berufen worden und hielt eine Vorlesung über Werkstofffestgkeit und eine weltweit erste Vorlesung über Flugzeug-Strukturmechanik. Ab 1926 leitete er den Lehrstuhl für Baumechanik des MIIT bis 1954. Im Landwirtschaftsinstitut leitete er ab 1930 den Lehrstuhl für Baumechanik und Werkstoffkunde. Auch initiierte er im Januar 1931 die Gründung eines Lehrstuhls für Baumechanik im Moskauer Institut für Autostraßen (MADI), den ab 1940 Alexei Iljuschin leitete. Im September 1934 wurde Prokofjew aufgrund seiner Verdienste und seiner wissenschaftlichen Arbeiten ohne Verteidigung einer Dissertation zum Doktor der technischen Wissenschaften promoviert.
Während des Deutsch-Sowjetischen Kriegs leitete Prokofjew die Erforschung und Erprobung des Schweißens von Schienen.
Prokofjew starb am 23. September 1958 in Moskau und wurde auf dem Wwedenskoje-Friedhof begrabgen.

## Ehrungen
- Verdienter Wissenschaftler und Techniker der RSFSR (1937)[3]
- Leninorden (zweimal)[3]
- Orden des Roten Banners der Arbeit (zweimal)[3]
- Ehrenzeichen der Sowjetunion (1942)[3]